# 977 до н. е.

## Події
- Кінець правління Чжао-вана, правителя Династії Західна Чжоу.